# Sertularella erecta
Sertularella erecta är en nässeldjursart som beskrevs av Nikolai Alexsandrovich Naumov och Stepan'yants 1962. Sertularella erecta ingår i släktet Sertularella och familjen Sertulariidae. Inga underarter finns listade i Catalogue of Life.